# Natalia Millán
Natalia Millán (Madrid, 27 novembre 1969) è un'attrice, ballerina e cantante spagnola.

## Biografia
Durante l'adolescenza, oltre al teatro, cominciò ad interessarsi al musical. Cominciò a studiare all'età di 16 anni nel "Taller de Artes Imaginarias" (Escuela TAI) prendendo lezioni di canto, jazz, recitazione e danza classica. In seguito, dopo essersi affermata nel mondo della recitazione, ha lavorato per un certo periodo come cantante professionista.
A 18 anni è entrata a far parte della "Escuela de Ballet Nacional Español", dove ha continuato a perfezionare anche negli anni successivi la sua formazione classica e contemporanea con maestri come Carmen Roche.
Ha lavorato soprattutto per il teatro, in musical come Jesus Christ Superstar e My Fair Lady.
Nel 1996 entra nel cast di El Súper - Historias de todos los días. Dopo il grande successo ottenuto grazie a El Súper, Natalia è stata scritturata nella serie tv di Antena 3 Paso adelante, nella quale interpretava l'insegnante di danza classica Adela Ramos. È stato proprio grazie a questa serie che si è fatta conoscere anche in Italia. 
Nel 2003 ha recitato nel film Nubes de Verano uscito nelle sale spagnole nell'aprile 2004. Ritorna poi al teatro, interpretando Sally Bowles nel musical Cabaret, ottenendo un notevole successo. Nel frattempo gira Spettro, un film per la televisione spagnola della serie Film per non dormire.
Natalia è nel cast del film corale Sangre de mayo, film del 2008, che racconta l'indipendenza degli spagnoli nel 1808 dai francesi di Napoleone.
Natalia è stata scritturata per la serie Valeria su Netflix nel 2021 interpretando la madre di Victor.

## Filmografia

### Cinema
- El cepo, regia di Francisco Rodríguez Gordillo (1982)
- Fiebre de danza, regia di Manuel Mateos (1984)
- No hagas planes con Marga, regia di Rafael Alcázar (1988)
- Tu nombre envenena mis sueños, regia di Pilar Miró (1996)
- Atraco a las 3... y media, regia di Raúl Marchand Sánchez (2003)
- Nubes de verano, regia di Felipe Vega (2004)
- Sangre de mayo, regia di José Luis Garci (2008)
- Ballo ballo (Explota Explota), regia di Nacho Álvarez (2020)

### Televisione
- El súper – serie TV, 978 episodi (1996-1999)
- El comisario – serie TV, 2 episodi (2000)
- Policías, en el corazón de la calle – serie TV, 16 episodi (2000-2001)
- 7 vidas – serie TV, 1 episodio (2001)
- Agente 700 – serie TV, 1 episodio (2001)
- Antivicio – serie TV, 1 episodio (2001)
- Salvaje, regia di Joaquín Llamas – film TV (2003)
- Paso adelante (Un paso adelante) – serie TV, 46 episodi (2002-2003)
- Spettro (Regreso a Moira), regia di Mateo Gil – film TV (2006)
- Mi último verano con Marián, regia di Vicent Monsonís – film TV (2007)
- El internado – serie TV, 70 episodi (2007-2010)
- Los Quién – serie TV, 1 episodio (2011)
- Amare per sempre (Amar en tiempos revueltos)  – serial TV, 255 episodi (2011-2012)
- Dreamland – serie TV, 8 episodi (2014)
- Velvet – serie TV, 22 episodi (2013-2015)
- El ministerio del tiempo – serie TV, 9 episodi (2015-2017)
- Yo quisiera – serie TV, 88 episodi (2015-2018)
- Secretos de Estado – serie TV, 13 episodi (2019)
- Cuéntame cómo pasó – serie TV, 16 episodi (2020-2021)
- Valeria – serie TV, 1 episodio (2021)
- UPA Next – serie TV, 1 episodio (2023)

## Doppiatrici italiane
- Laura Boccanera in Paso adelante
- Alessandra Grado in El internado
- Valeria Perilli in Velvet
- Marina Tagliaferri in Ballo ballo (parte parlata)
- Donatella Pandimiglio in Ballo ballo (parte cantata)